# 想いは果てなく〜母なるイングランド
『想いは果てなく〜母なるイングランド』（おもいははてなく ははなるいんぐらんど, 原題:Somewhere In England）は、1981年6月1日に発表されたジョージ・ハリスンのアルバムである。日本国内では同年6月25日にワーナー・パイオニアからリリースされた。

## 解説

### 制作に至る経緯
1979年3月、ハリスンはアメリカ・ロサンゼルスのダークホース・レコードのオフィスで記者会見を行い 、アルバム『慈愛の輝き』の一連のプロモーション活動を終えると、しばらくの間、音楽活動から距離を置いた。これには前年のレコーディングの最中にハリスンに起こったいくつかの出来事が深く関わっていた。
その一つは、息子ダーニの誕生である。父ハロルドの死から3か月後の1978年8月1日、当時公私にわたるパートナーであったオリヴィア・アリアスが出産したことで、ハリスンは初めて父親になった。その後、9月2日に正式に結婚すると、これまでになく家族と過ごす時間を大切にするようになっていた。
二つ目は、モータースポーツ関係者への支援である。ハリスンは少年時代よりモータースポーツもファンで、F1ドライバーのジャッキー・スチュワートやオートバイ・レーサーのスティーブ・パリッシュらと親交があった。1977年世界選手権500ccクラス5位という好成績を収めたにもかかわらず、シーズン終了後スズキから予算削減のため解雇されたパリッシュをハリスンは支援し、1978年ACUゴールド・スター・チャンピオン獲得に大きな貢献をした。また10月20日に29歳の若さで癌により亡くなった元F1ドライバーのグンナー・ニルソンが創設した癌撲滅基金への支援も行い、募金活動に参加した。その後『慈愛の輝き』収録の「ファースター」をチャリティー・シングルとしてリリースし、収益を全額基金へ寄付した。
もう一つは映画業界への進出である。ハリスンの友人であるエリック・アイドルが属するコメディ・グループ、モンティ・パイソンは映画『ライフ・オブ・ブライアン』の制作開始直前に突然EMIフィルムが出資を取りやめたために窮地に陥っていた。ハリスンはこれを支援するためにデニス・オブライエンと共同でハンドメイド・フィルムスを設立し、400万ドルを出資した。
映画の公開が決まり、一段落したハリスンは、ハワイ・マウイ島で家族と過ごしながら曲を書いたり、デモを作ったり、ようやくアルバム制作のレコーディングの準備を始めた。

### 最初のレコーディング
1980年3月から自宅スタジオであるフライアー・パーク・スタジオで、レイ・クーパー、ジム・ケルトナーらと共にセルフ・プロデュースで本格的なレコーディングを開始した。作業はそれから7か月間、のんびりしたペースで続けられた。ハリスンが幼少の頃から慣れ親しんできたアメリカの作曲家ホーギー・カーマイケルの楽曲もカバーした。9月には最終ミックスを行ってアルバムが完成し、アートワークも出来上がり、10月下旬のリリースを待つだけだった。この時点での収録曲は以下の通り。
| #         | タイトル                                | 作詞・作曲                           | 時間  |
| --------- | --------------------------------------- | ------------------------------------ | ----- |
| 1.        | 「ホンコン・ブルース」(Hong Kong Blues) | ホーギー・カーマイケル               | 2:55  |
| 2.        | 「神のらくがき」(Writing On The Wall)   | ジョージ・ハリスン                   | 4:00  |
| 3.        | 「フライング・アワー」(Flying Hour)     | ジョージ・ハリスン、ミック・ラルフス | 4:04  |
| 4.        | 「レイ・ヒズ・ヘッド」(Lay His Head)    | ジョージ・ハリスン                   | 3:43  |
| 5.        | 「空白地帯」(Unconciousness Rules)      | ジョージ・ハリスン                   | 3:35  |
| 合計時間: | 合計時間:                               | 合計時間:                            | 18:17 |

| #         | タイトル                                               | 作詞・作曲             | 時間  |
| --------- | ------------------------------------------------------ | ---------------------- | ----- |
| 1.        | 「サット・シンギング」(Sat Singing)                    | ジョージ・ハリスン     | 4:25  |
| 2.        | 「ライフ・イットセルフ」(Life Itself)                  | ジョージ・ハリスン     | 4:39  |
| 3.        | 「ティアーズ・オブ・ザ・ワールド」(Tears Of The World) | ジョージ・ハリスン     | 4:04  |
| 4.        | 「バルチモア・オリオール」(Baltimore Oriole)           | ホーギー・カーマイケル | 3:57  |
| 5.        | 「世界を救え」(Save the World)                         | ジョージ・ハリスン     | 4:54  |
| 合計時間: | 合計時間:                                              | 合計時間:              | 21:59 |

ところが突然、ダーク・ホース・レコードの販売元であるワーナー・ブラザース・レコードの社長モー・オースティンから収録曲の一部の差替えとジャケットの変更を命じられ、リリースが延期されてしまった。全編いわゆる「レイドバック」的な演奏で当時の流行には合わず、ヒットを狙える曲がないことが理由だった。4年前にA&Mから契約を打ち切られた時に窮地を救ってくれたオースティンに恩義を感じていたハリスンは同意せざるを得なかった。

### 2度目のレコーディング
そんな折、ロサンゼルスでの新しいアルバム用のレコーディング・セッションを終えてロンドンに戻ってきたリンゴ・スターから、楽曲の提供を依頼された。ハリスンは「過ぎ去りし日々」と「ラック・マイ・ブレイン」の2曲を提供し、11月19日から25日にかけて自宅スタジオでアル・クーパー、ハービー・フラワーズ、レイ・クーパーという布陣で、スターのボーカルとドラムを録音した。ところが、スターは「過ぎ去りし日々」のボーカルが彼の声域に対して高すぎると感じ、歌詞についても気に入らなかったため、ハリスンは自分のアルバムの差し替え候補曲とすることにした。
12月に入ると、ハリスンはレイ・クーパーをプロデューサーに起用し、クーパーが連れてきたドラマーのデイヴ・マタックス、ピアニストのマイク・モラン、ベテラン・セッション・ベーシストのフラワーズらと追加レコーディングに取り掛かった。ところが「過ぎ去りし日々」のボーカル差し替えのレコーディングを行っていた12月8日にジョン・レノンがニューヨークで射殺される事件が起きた。翌日の未明に訃報を知るとハリスンは大きなショックを受けた。デレク・テイラーを通じて、レノンに敬意を表する声明を発表した後、ハリソンは音楽で心を癒そうとレコーディングを続ける決心をし、レイとマタックスと共に「ブラッド・フロム・ア・クローン」を予定通り録音した。
1981年1月、「過ぎ去りし日々」を追悼歌としてレノンを称える歌詞に書き換え、ボーカルを再度録音し直した。数日後、スタジオを訪れたポール・マッカートニー夫妻とウイングスのデニー・レインにバッキング・ボーカルを依頼、録音した。その後、ジョージ・マーティンとジェフ・エメリックの協力を得ながら2月にアルバムを完成させた。

### リリース
1981年5月、「過ぎ去りし日々」を「神のらくがき」とのカップリングでアルバムからの先行シングルとして発売すると、アメリカの『ビルボード』誌のHot 100では最高位2位を記録し、同誌のアダルト・コンテンポラリー・チャートでは第1位を獲得する大ヒットとなった。全英シングルチャート は最高位13位だった。
3週間後に発売された本作は、イギリスの『ミュージック・ウィーク』誌では1973年の『リヴィング・イン・ザ・マテリアル・ワールド 』以降最高である13位を記録した。アメリカの『ビルボード』誌では前作を超える11位を記録し、『キャッシュボックス』誌でも、最高位第11位を獲得し、1981年度年間ランキング71位となった。しかし、売り上げは思うように伸びず、ビートルズ解散後のハリスンのソロ・キャリアで、初めてゴールドディスク認定されなかったアルバムとなった。日本の『オリジナル・コンフィデンス』誌で31位を記録し、日本盤LPの推定累計セールスは約2万枚といわれている。
1991年にCD化されたが、その後1994年にダーク・ホース・レコードとワーナーとの配給契約が満了するとしばらくの間、廃盤状態となった。2004年3月、デジタル・リマスタリングを施されて他のアルバムと共にEMI傘下で再発された。その際、ジャケットのデザインは当初のものに戻された。また「空白地帯」は演奏時間が30秒長いオリジナル・バージョンに差し替えられ、「世界を救え」のデモ音源がボーナス・トラックとして追加収録された。
なお、差し替えられ、お蔵入りになっていた4曲は、後年になって全て発表された。「レイ・ヒズ・ヘッド」は新たにリミックスされ、1987年発売のシングル「セット・オン・ユー」のカップリング曲として発表された。「フライング・アワー」と「サット・シンギング」は、1988年にイギリスのジェネシス出版から2500部限定で刊行された直筆サイン入りの豪華本イラスト＆歌詞集『ソング・バイ・ジョージ・ハリスン』の付録EPもしくはCDに「レイ・ヒズ・ヘッド」とともに収録された。また、「ティアーズ・オブ・ザ・ワールド」は1992年にジェネシス出版から2500部限定で刊行された直筆サイン入りの豪華イラスト＆歌詞集『ソング・バイ・ジョージ・ハリスンVol.2』の付録EPもしくはCDに収録された。

## アートワーク
アートディレクションは新たにプロデューサーのクーパーが担当した。ジャケット写真はロンドンのテート・ギャラリーで、イギリスの写真家キャロライン・アーウィンによって撮影された。背景にある立体作品は、1967年に芸術家マーク・ボイルが制作した「Holland Park Avenue Study」である。
インナー・スリーブ裏面上部には、レノンへの献辞として「私もあなたも存在しなかった時代はない。私たちが存在しなくなる未来もない。」というクリシュナの言葉がヒンドゥー教の聖典のひとつ『バガヴァッド・ギーター』 から引用されている。
なお、当初のハリスンの横顔とイギリス全土の衛星写真をコラージュしたデザインは、モンティ・パイソンのマイケル・ペイリンと交流があり、映画『ライフ・オブ・ブライアン』の本のデザインをした関係でハリスンと知り合った香港出身のアート・ディレクター、グラフィック・デザイナーのバジル・パオが担当していた。

## 収録曲

### オリジナル・アナログ・LP
| #         | タイトル                                               | 作詞・作曲             | 時間  |
| --------- | ------------------------------------------------------ | ---------------------- | ----- |
| 1.        | 「ブラッド・フロム・ア・クローン」(Blood From A Clone) | ジョージ・ハリスン     | 4:03  |
| 2.        | 「空白地帯」(Unconciousness Rules)                     | ジョージ・ハリスン     | 3:35  |
| 3.        | 「ライフ・イットセルフ」(Life Itself)                  | ジョージ・ハリスン     | 4:25  |
| 4.        | 「過ぎ去りし日々」( All Those Years Ago)               | ジョージ・ハリスン     | 3:45  |
| 5.        | 「バルチモア・オリオール」(Baltimore Oriole)           | ホーギー・カーマイケル | 3:57  |
| 合計時間: | 合計時間:                                              | 合計時間:              | 19:45 |

| #         | タイトル                                                           | 作詞・作曲             | 時間  |
| --------- | ------------------------------------------------------------------ | ---------------------- | ----- |
| 1.        | 「ティアードロップス」(Teardrops)                                  | ジョージ・ハリスン     | 4:07  |
| 2.        | 「ザット・ホウィッチ・アイ・ハヴ・ロスト」(That Which I Have Lost) | ジョージ・ハリスン     | 3:47  |
| 3.        | 「神のらくがき」(Writing On The Wall)                              | ジョージ・ハリスン     | 4:00  |
| 4.        | 「ホンコン・ブルース」(Hong Kong Blues)                            | ホーギー・カーマイケル | 2:55  |
| 5.        | 「世界を救え」(Save the World)                                     | ジョージ・ハリスン     | 4:54  |
| 合計時間: | 合計時間:                                                          | 合計時間:              | 19:43 |

### 2004年再発盤
| #         | タイトル                                                                       | 作詞・作曲             | 時間  |
| --------- | ------------------------------------------------------------------------------ | ---------------------- | ----- |
| 1.        | 「ブラッド・フロム・ア・クローン」(Blood From A Clone)                         | ジョージ・ハリスン     | 4:03  |
| 2.        | 「空白地帯」(Unconciousness Rules)                                             | ジョージ・ハリスン     | 3:35  |
| 3.        | 「ライフ・イットセルフ」(Life Itself)                                          | ジョージ・ハリスン     | 4:25  |
| 4.        | 「過ぎ去りし日々」(All Those Years Ago)                                        | ジョージ・ハリスン     | 3:45  |
| 5.        | 「バルチモア・オリオール」(Baltimore Oriole)                                   | ホーギー・カーマイケル | 3:57  |
| 6.        | 「ティアードロップス」(Teardrops)                                              | ジョージ・ハリスン     | 4:07  |
| 7.        | 「ザット・ホウィッチ・アイ・ハヴ・ロスト」(That Which I Have Lost)             | ジョージ・ハリスン     | 3:47  |
| 8.        | 「神のらくがき」(Writing On The Wall)                                          | ジョージ・ハリスン     | 4:00  |
| 9.        | 「ホンコン・ブルース」(Hong Kong Blues)                                        | ホーギー・カーマイケル | 2:55  |
| 10.       | 「世界を救え」(Save the World)                                                 | ジョージ・ハリスン     | 4:54  |
| 11.       | 「世界を救え(アコースティック・デモ)」(Save the World (Acoustic demo version)) | ジョージ・ハリスン     | 4:31  |
| 合計時間: | 合計時間:                                                                      | 合計時間:              | 43:59 |

### 2007年iTunes Store版ボーナス・トラック
| #   | タイトル                            | 作詞・作曲                           | 時間 |
| --- | ----------------------------------- | ------------------------------------ | ---- |
| 12. | 「フライング・アワー」(Flying Hour) | ジョージ・ハリスン、ミック・ラルフス | 4:35 |

## 参加ミュージシャン
- ジョージ・ハリスン - ボーカル、エレクトリック・ギター、バッキング・ボーカル、シンセサイザー (#4)、グッガバ(#8) keyboards
- リンゴ・スター - ドラム (#4)
- ジム・ケルトナー -ドラム (#8)
- デイヴ・マタックス -ドラム (#1, 6, 7)
- ハービー・フラワーズ - ベース (#1, 4, 6, 7) チューバ
- ウィリー・ウィークス - ベース (#8)
- ポール・マッカートニー - バッキング・ボーカル (#4)
- リンダ・マッカートニー - バッキング・ボーカル (#4)
- デニー・レイン - バッキング・ボーカル (#4)
- アル・クーパー - エレクトリック・ピアノ (#4)
- ニール・ラーセン - キーボード (#8)
- ゲイリー・ブルッカー - シンセサイザー (#8)
- マイク・モラン – キーボード、シンセサイザー (#1, 6, 7)
- レイ・クーパー - パーカッション、タンバリン (#8)、コンガ (#2) ドラム、キーボード、シンセサイザー
- アラ・ラカ - タブラ (#8)
- トム・スコット – リリコン, ホーン

※出典